# Ngawang Tashi Drakpa
Ngawang Tashi Drakpa, en  tibetano: W དབང་ བཀྲ་ W W W , Wylie: Ngag dbang bkra shis grags pa, 1488-1564 fue un rey de Tíbet que gobernó entre 1499-1554 y  entre 1556/57-1564. Perteneció a la dinastía Phagmodrupa, que fue el régimen dominante en el Tíbet desde 1354 hasta 1435 y mantuvo un grado de autoridad hasta principios del siglo XVII. Su gobierno a veces se considera el último de importancia en la historia de la dinastía.

## Antecedentes políticos
Los primeros años de la vida de Ngawang Tashi Drakpa también fueron un momento en que la autoridad política del régimen de Phagmodrupa estaba en su punto más bajo. La dinastía originalmente ejerció un fuerte poder ejecutivo sobre el Tíbet Central (Ü and Tsang), pero después de 1435 los diversos feudos obtuvieron una posición autónoma. En particular, la corte real en Nêdong fue eclipsada por la familia Rinpungpa, cuyo principal bastión fue Samdrubtse ( Shigatse en Tsang, oeste del Tíbet central). Esta familia actuó como patrones del  lama Karmapa, cuya influencia religiosa en «Ü» (este del centro del Tíbet) se mejoró enormemente cuando el Rinpungpa capturó Lhasa en 1498. Sin embargo, los lazos entre Karmapa y Rinpungpa no eran incondicionales ya que los primeros no deseaban que sus actividades y decisiones fueran determinadas por una hegemonía secular. Más tarde, esto llevó a los jerarcas de Karmapa y Shamarpa a apoyar un renacimiento del poder Phagmodrupa.

## Infancia problemática
Ngawang Tashi Drakpa nació en 1488 como el único hijo del rey Ngagi Wangpo y su consorte Lady Dsongkhama. Su madre murió cuando él tenía solo un año, seguido por su padre que también falleció en 1491. Debido a su minoría de edad, se nombró un regente en la corte Nêdong. La persona elegida era Tsokye Dorje, un miembro de la cada vez más poderosa Rinpungpa. En 1499, después de una turbulenta regencia, Tsokye Dorje le entregó poderes a Ngawang Tashi Drakpa, quien fue entronizado como rey ( gongma, «el superior», «superior»). Cinco años después, el joven gobernante se casó con una señora de Rinpungpa por conveniencia política. Esta consorte, Legtso Gyalmo, le dio dos hijos, Drowai Gonpo (1508-1548) y Drakpa Jungne (1508-1570). Más tarde se casó con Sangye Pal Dzomma de la casa de Nelpa, una mujer decidida que ayudó activamente a su esposo a expandir su base de poder común. Ella era, en una evaluación moderna, 'una de las gobernantes femeninas más poderosas y fascinantes en el Tíbet'.

## El Phagmodrupa recupera el poder
Los años alrededor de 1500 vieron la cumbre de la autoridad Rinpungpa en las partes centrales de Tíbet. El líder de la familia era Donyo Dorje, sobrino del exregente Tsokye Dorje. Su lealtad al jerarca del Karmapa Chödrak Gyatso lo llevó a hostigar a los monjes de la secta Gelugpa, los «Sombreros Amarillos» en el área de Lhasa. Sin embargo, los jerarcas de Karmapa y Shamarpa se esforzaron por consolidar la autoridad del joven Ngawang Tashi Drakpa. En 1510, justo después de la muerte del ex regente Tsokye Dorje, se produjo un conflicto entre Donyo Dorje y Ngawang Tashi Namgyal. Después de la desaparición de Donyo Dorje en 1512, la fortuna de los Rinpungpa finalmente comenzó a menguar. En una larga serie de pequeñas guerras en los próximos años, el gongma y sus aliados rechazaron las posiciones de Rinpungpa. En 1517 este último perdió el control sobre Lhasa. El gongma decidió aumentar su red religiosa levantando las restricciones de Gelugpa sin antagonizar al Karmapa. En el año siguiente, el festival de Monlam (oración) pudo celebrrse en Lhasa por los monjes Gelugpa, por primera vez en veinte años. Anteriormente, las tropas de Rinpungpa les habían impedido participar. La Reina Sangye Pal Dzomma fue la principal patrocinadora del festival y mantuvo estrechos contactos con el Segundo Dalai Lama, la principal figura de Gelugpa. El poder del Rinpungpa estaba de ahora en adelante restringido principalmente a Tsang. Las fuentes históricas dan una imagen generalmente favorable de Ngawang Tashi Drakpa y de la reina, como exitosos en la guerra y grandes patrocinadores de todos los principales sitios religiosos en el área de Lhasa. En su crónica The Song of the Spring Queen, el Quinto Dalai Lama lo llama Rey del Tíbet, aunque este epíteto debe ser calificado. Las áreas periféricas Ngari, Amdo y Kham parecen haber estado fuera de su red política, y Tsang generalmente no obedeció su autoridad.

## Relación con China
Desde la antigüedad, la dinastía Phagmodrupa se mantuvo en una relación de tributo nominal con China. Los emperadores conferirían títulos y obsequios a los nuevos gobernantes, pero no intervinieron en los asuntos internos del Tíbet central. Los anales dinásticos de la dinastía Ming, los Mingshi, son bastante vagos sobre la política tibetana en esta época. Se quejaban de la violencia cometida por los monjes que trajeron tributos en el distrito de Yangzhou en 1495. El tribunal de Beijing envió emisarios con una advertencia al gobernante Phagmodrupa para que castigara a los monjes. Al llegar al Tíbet oyeron que el antiguo gobernante Kunga Lekpa había muerto (en realidad en 1481 según las crónicas tibetanas), y que su "hijo", en realidad sobrino, Ngagi Wangpo pidió la investidura. La investidura imperial fue llevada al Tíbet con dos monjes. En una inspección más cercana, resultó que Ngagi Wangpo también había muerto. Por lo tanto, los dos enviados le dieron la investidura a su hijo, a quien llamaron Awang Dashi Daba Jianzan (Ngawang Tashi Drakpa Gyaltsen). Las autoridades chinas no estaban satisfechas con la decisión tan arriesgada de los enviados, pero no cambiaron el estado de las cosas. Los tributos intermitentes de Phagmodrupa continuaron siendo enviados a los Ming durante el resto del largo reinado de Ngawang Tashi Drakpa. Aparte de eso, un gran número de regímenes locales tibetanos enviaron tributos, que en realidad era un intercambio comercial; en 1524 estos «tributarios» llegaron a ser 37.

## Disputas familiares
A mediados del siglo XVI, las facultades físicas de Ngawang Tashi Drakpa comenzaron a disminuir. Su hijo Drowai Gonpo (1508-1548) se estableció como gobernante en Gongri Karpo, al oeste de Nêdong, y sus hijos, a su vez, causaron problemas para el envejecimiento del gongma. Las rebeliones contra el gobernante Phagmodrupa tuvieron lugar en 1553-54 y lo forzaron a renunciar a favor de su nieto Ngawang Drakpa Gyaltsen. Una nueva agitación política estalló en «Ü» en 1555; finalmente se llevó a cabo un concilio general y Ngawang Tashi Drakpa fue devuelto al poder, en 1556 o 1557. Estos disturbios apuntalaron el ascenso al poder de una familia de feudatarios, los Kyishöpa, que residían cerca de Lhasa. Se convirtieron en el principal poder político en el área en la segunda mitad del siglo XVI. A partir de 1559, el viejo Ngawang Tashi Drakpa mantuvo una relación cercana con el Tercer Dalai Lama. El Emperador Jiajing emitió una nueva ley en 1562 donde un cierto Drakpa Tashi Gyaltsen, hijo del antiguo gobernante, fue designado como su sucesor ya que el padre era muy viejo y estaba enfermo y no podía manejar los asuntos.] Este Drakpa Tashi Gyaltsen es desconocido, a menos que el documento alude al nieto del rey, Ngawang Drakpa Gyaltsen de la rama Gongri Karpo de la dinastía. Lo que se sabe es que Ngawang Drakpa Gyaltsen se esforzó por tomar el poder del frágil monarca. Ngawang Tashi Drakpa finalmente murió en 1564. Dos ramas de la familia compitieron por el poder y solicitaron la mediación del Dalai Lama. Ngawang Drakpa Gyaltsen finalmente fue reconocido como su sucesor en 1576, pero ahora los poderes de la Phagmodrupa fueron eclipsados. A pesar de que los gongmas siguieron siendo nombrados hasta principios del siglo XVII, la lucha principal por el poder en el Tíbet fue en lo sucesivo entre los Gelugpa y el Karmapa y sus patrocinadores, los Tsangpa.